# Бирманн, Карл Эдуард
Карл Эдуард Бирманн (нем. Karl Eduard Biermann; 1803—1892) — немецкий пейзажист и декоратор, профессор и член Берлинской академии художеств.

## Биография
Карл Эдуард Бирман родился 26 июля 1803 года в городе Берлине в семье ремесленников.

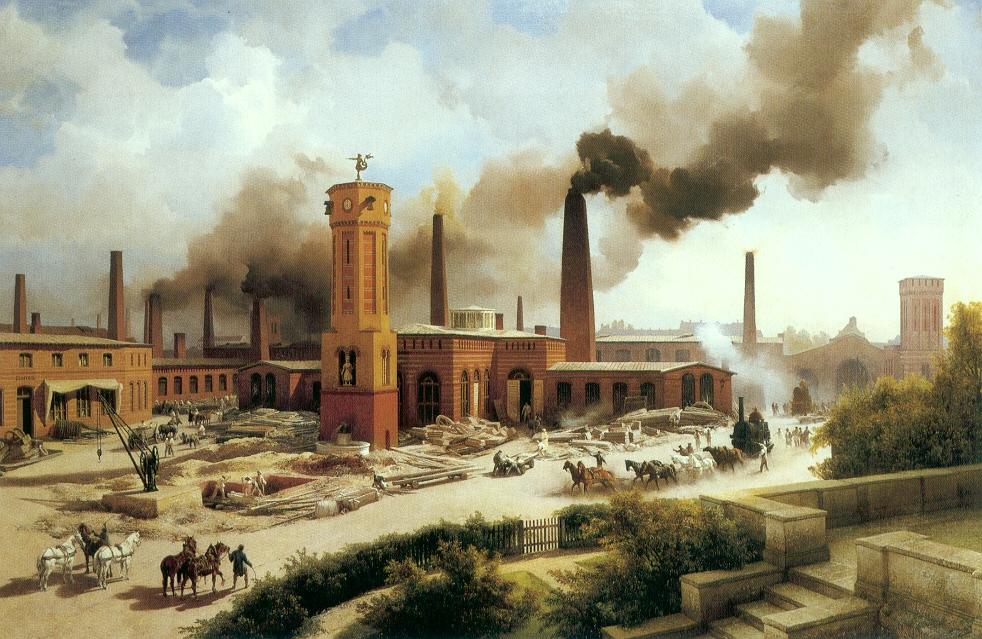
Завод Borsig в Берлине, 1847 год

После обучения на Королевском фарфоровом заводе в Берлине, он обучался пейзажной живописи в Берлинской академии, где среди его учителей были Герст и Гропиус. Сначала он работал в качестве художника-декоратора по фарфору, но затем стал заниматься исключительно к пейзажной живописью. К. Э. Бирман считается одним из первых представителей пейзажной акварельной живописи в Берлине.
В конце 1820-х годов Бирманн предпринял ознакомительные поездки до Рейна, Швейцарии, Тироля и Италии. Впечатления, полученные во время путешествий нашли своё отражение в произведениях живописца. Начиная с 1842 года Карл Эдуард Бирман преподавал рисунок ландшафта в Берлинской Академии Архитектуры, а в 1844 году был назначен профессором, где одним из его учеников был Герман Геммель.
С 1847 года он участвовал в росписи египетских судов и греческого зала в Новый музее Берлина.
Карл Эдуард Бирмана скончался в столице Германии 16 июня 1892 года.